# 제비꼬리갈매기
제비꼬리갈매기(Swallow-tailed Gull, 학명: Creagrus furcatus)는 갈매기과에 속하는 적도 바다새이다. 이것은 Creagrus에 속하는 유일한 종이며, 학살자를 뜻하는 라틴어의 Creagra와 그리스어의 kreourgos 그리고 이 종의 고리 모양의 부리로 인해 “고기를 거는 고리”라는 의미로 고기를 뜻하는 kreas에서 유래되었다.

## 개요
이 종은 1846년 프랑스인 박물학자이자 외과의사인 아돌프 시몬 네부(Adolphe-Simon Neboux)에 의해 최초로 설명되었다. 그 과학적 이름은 원래 갈매기를 뜻하는 그리스 단어인 “Glaros"에서 시작하여 라틴어의 갈매기를 뜻하는 Larus와 이지 포크를 뜻하는 furca에서 유래되었다. 이 종은 대부분의 생애를 탁트인 바다 위에서 날거나 사냥을 하는데 보낸다. 주요 서식지는 타워 섬과 울프 섬의 바위가 많은 해안과 숲의 절벽의 꼭대기 틈이다. 나머지 개체는 다른 섬에 소수가 흩어져 있다. 수온이 따듯한 동쪽 섬에서는 더 흔하게 볼 수 있다.
야간에 플랑크톤을 먹기 위해 해수면으로 올라온 오징어나 작은 생선을 사냥하는 세계에서 유일한 완전 야행성 갈매기이며, 바다새이다.

## 같이 보기
- 갈라파고스 제도

## 사진

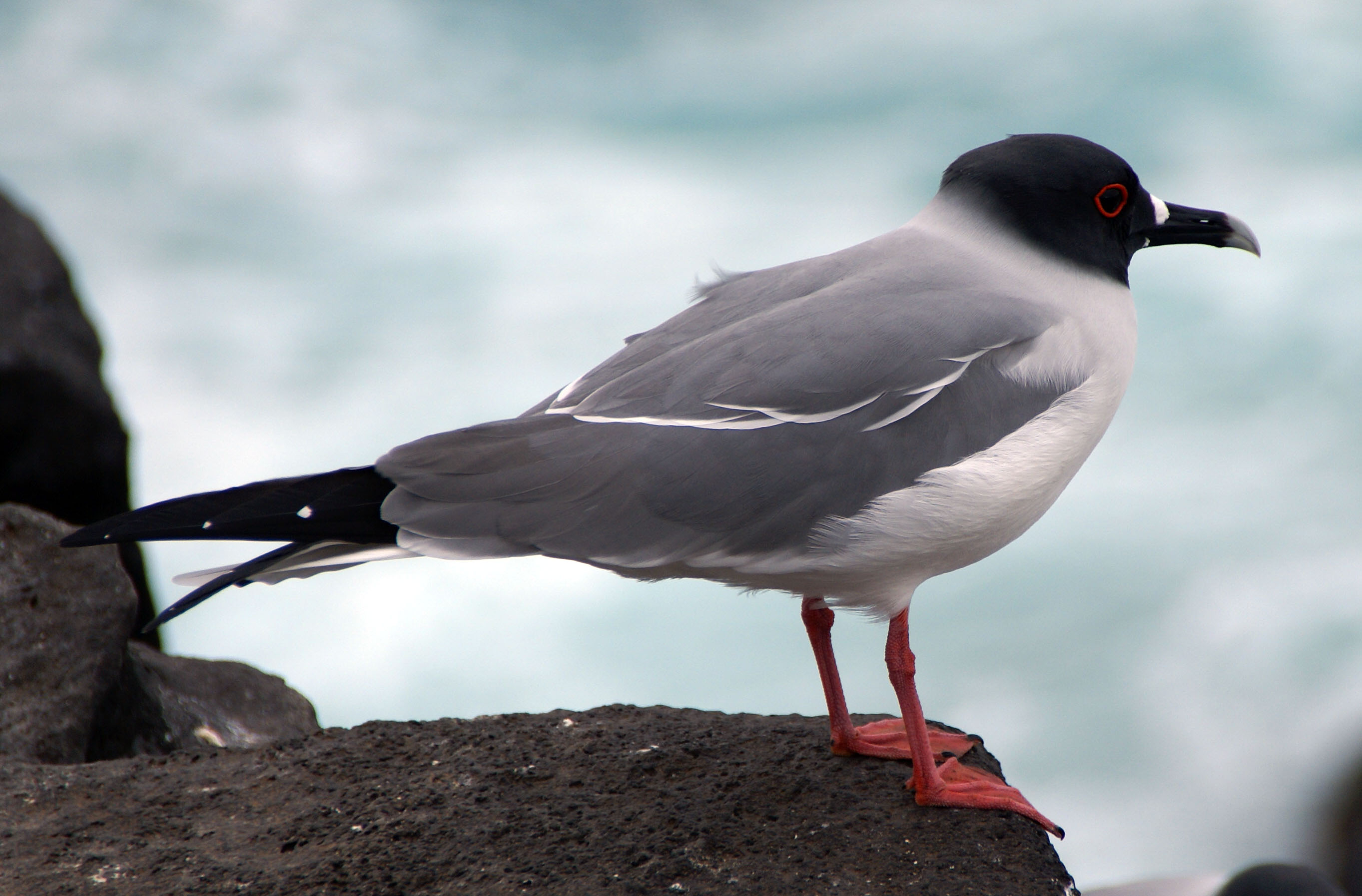
On rocky ground, Galápagos Islands
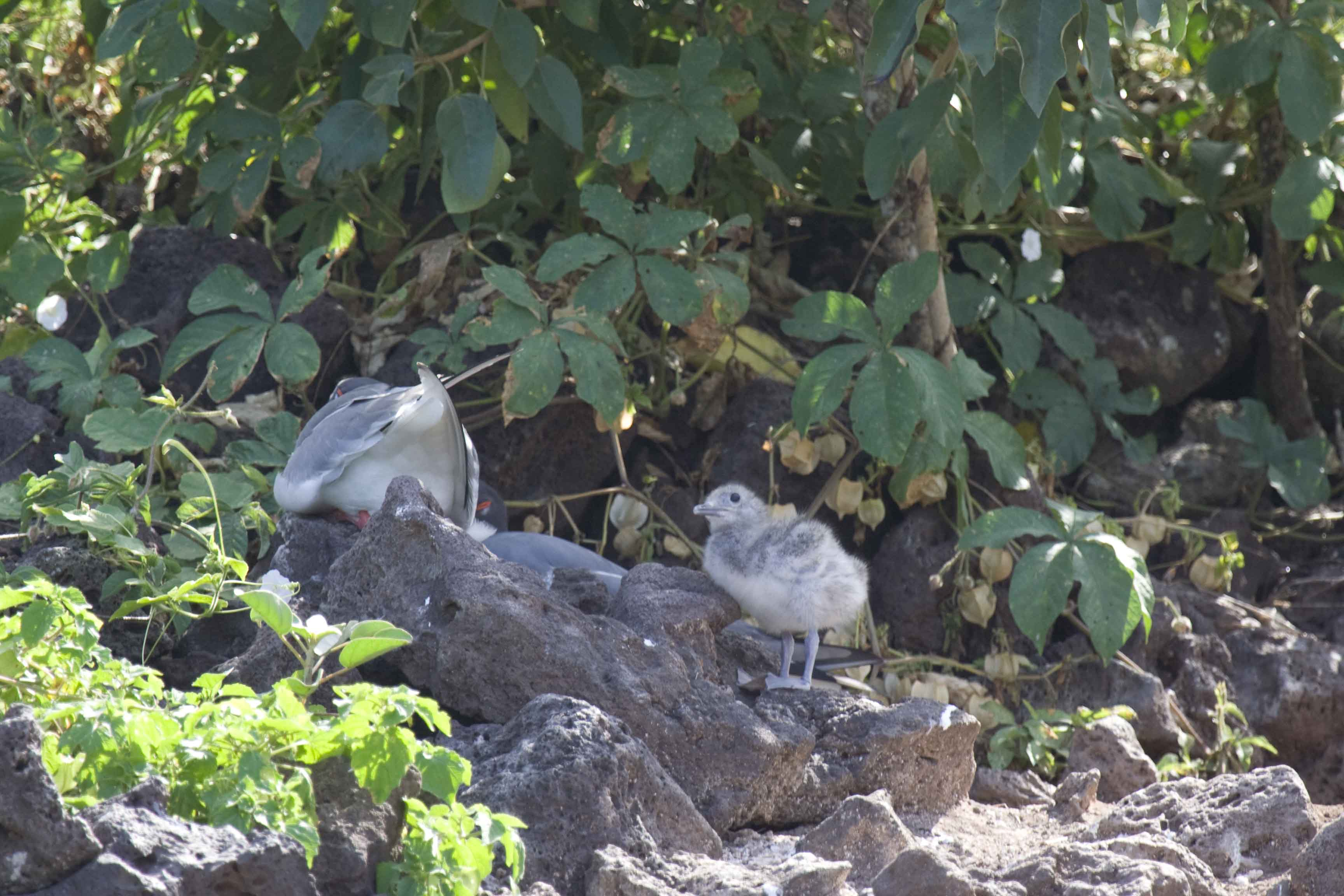
A Swallow-tailed Gull chick